# Myuroclada rotundifolia
Myuroclada rotundifolia är en bladmossart som beskrevs av A. L. Abramova och I. I. Abramov 1969. Myuroclada rotundifolia ingår i släktet Myuroclada och familjen Brachytheciaceae. Inga underarter finns listade i Catalogue of Life.